# 梅津知惠
梅津知惠（日语：／ Umezu Chie，1982年9月10日—），日本女子羽毛球運動員。石川縣出生，畢業於金沢向陽高等学校、つくば国際大学。
，現時為岐阜トリッキーパンダース的羽毛球隊經理。

## 簡歷
梅津知惠主攻單打，曾經贏得2004年中華台北公開賽、2006年匈牙利國際錦標賽、2007年波蘭國際錦標賽等比賽冠軍。

## 主要比賽成績
只列出曾進入準決賽的國際賽事成績：
| 年份   | 賽事                 | 公開賽級別 | 項目     | 成績 |
| ------ | -------------------- | ---------- | -------- | ---- |
| 2004年 | 中華台北羽球公開賽   |            | 女子單打 | 冠軍 |
| 2007年 | 紐西蘭羽毛球大獎賽   | 大獎賽     | 女子單打 | 亞軍 |
| 2009年 | 老撾羽毛球國際挑戰賽 | 國際挑戰賽 | 女子單打 | 冠軍 |

| 2007-2017年 | 首要超級賽 | 超級賽 | 黃金大獎賽 | 大獎賽 | 國際挑戰賽 | 國際系列賽 | 未來系列賽 | 其他 |

- 2003年澳洲柏拉瑞特國際錦標賽單打冠軍
- 2003年紐西蘭威靈頓國際錦標賽單打冠軍
- 2003年澳洲Kawasaki國際錦標賽單打冠軍
- 2006年匈牙利國際錦標賽單打冠軍
- 2007年波蘭國際錦標賽單打冠軍[4]